# Jean-Baptiste Desmarets

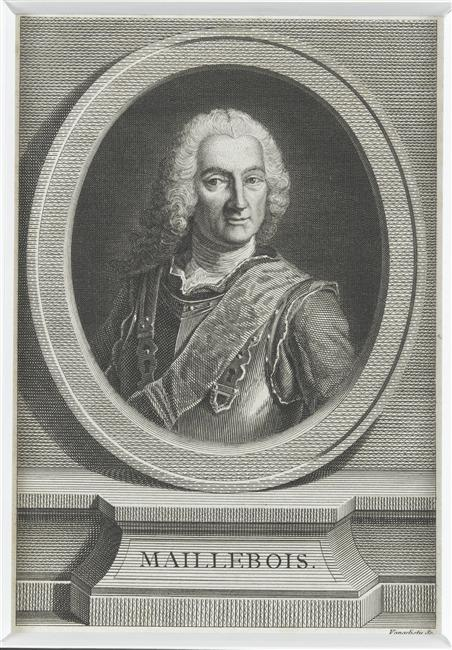
Jean-Baptiste Desmarets (1682-1762), mariscal del ejército francés, por Vincenzio Vangelisti

Jean-Baptiste Desmarets fue un mariscal de Francia nacido en París en 1682 y muerto en 1762.

## Biografía
Juan Bautista,  hijo de Nicolás controlador General de las Finanzas y nieto de Colbert, aprendió el arte de la guerra bajo la dirección de Claude Louis Hector de Villars, distinguiéndoe en el sitio de Lille (1708)  y mandando como teniente general una división en Italia.
Juan Bautista en 1739 sometió en menos de 3 semanas la isla de Córcega y fue nombrado mariscal de Francia en 1741, y regresando posteriormente otra vez a Italia en 1745 para sostener al infante don Felipe derrotó a los austriacos, pero arrollado por fuerzas superiores no pudo defender a los milaneses y fue vencido delante de los muros de Plasencia en 1746.

## Obra
Juan Bautista dejó la siguiente obra escrita, Campagne de monsieur le maréchal de Maillebois en Westphalie, 1772 y su padre Nicolás Desmarets Memoire de Mr. Desmarets sur l'administration des finances:..., France, 1716 y Nicolás desmarets: sus memorias sobre el papel holandés en el siglo XVIII, Málaga, 2007, traducidas por Rafael León.